# Rose Nabinger
Rose Nabinger (født 23. oktober 1958) er en tysk jazzsangerinde.
Rose Nabinger blev født ind i en musikalsk familie i Frankfurt am Main, Tyskland. Hun begyndte at spille piano som 6-årig. Familien flyttede til Marburg. Da hun gik i Philipps Universität Marburg, begyndte hun at spille i et lille dixieland jazz band. Som 16-årig begyndt hun at spille regelmæssigt i flere restauranter i Hessen . Efter 1976 rejste Rose til Europa på turne.
Rose Nabinger fik sit gennembrud i år 2000 med sangen Ich hab'ne Schwäche für dich